# Ozyptila ladina
Ozyptila ladina là một loài nhện trong họ Thomisidae.
Loài này thuộc chi Ozyptila. Ozyptila ladina được miêu tả năm 1998 bởi Konrad Thaler & Zingerle.